# Philhygra pseudolarsoni

Philhygra pseudolarsoni  (лат.) — вид коротконадкрылых жуков из подсемейства Aleocharinae. Северная Америка.

## Распространение
Канада (Нью-Брансуик, Юкон).

## Описание
Мелкие коротконадкрылые жуки, длина тела около 2,9 — 3,0 мм. Основная окраска тёмно-коричневая и чёрная (надкрылья светлее). Большинство взрослых особей этого вида были найдены в наземном ярусе. Взрослые были собраны в период с мая по июнь.
Вид впервые описал в 2012 году, а его валидный статус подтверждён в 2016 году канадскими энтомологами Яном Климашевским (Jan Klimaszewski; Laurentian Forestry Centre, Онтарио, Канада) и Реджинальдом Вебстером (Reginald P. Webster). Видовое название дано из-за сходства с видом Philhygra larsoni.